# Cosmopterix complicata
Cosmopterix complicata là một loài bướm đêm thuộc họ Cosmopterigidae. Loài này có ở Thái Lan.